# Оленская, Евгения Никитична
Евгения (Ева) Никитична Оленская (азерб. Yevgeniya (Yeva) Nikitiçna Olenskaya; 1900, Куба, Кубинский уезд, Бакинская губерния, Российская империя — 20 мая 1959, Баку, Азербайджанская ССР, СССР) — азербайджанская советская актриса, Герой Труда (1927). Народная артистка Азербайджанской ССР (1949).

## Биография
Евгения Никитична Оленская родилась в 1900 году в Кубе. По национальности — русская, с детства знала азербайджанский язык и в будущем была известна как Ева или Ева-ханум. Старшая сестра — Александра (Шура) Оленская, также известная азербайджанская актриса. Муж сестры — Гейдар Везиров, нарком земледелия Азербайджанской ССР, репрессированный вместе с женой и двумя сыновьями.
25 октября 1913 года вместе с сестрой в возрасте 13 лет впервые вышла на профессиональную актёрскую сцену в роли Аси в премьере оперетты «Аршин мал алан» У. Гаджибекова в театре Г. Тагиева, в дальнейшем связав свою жизнь с театральным искусством. В 1913 году вступила в азербайджанскую драматическую передвижную труппу «Никат», а затем перешла в труппу «Сафа» — работала вместе с сестрой, став одной из первых актрис национального театра. В 1918—1919 годах работала в музыкально-драматической труппе братьев Зульфугара и Узеира Гаджибековых. В 1919 году вступила в труппу Государственного тюркского театра, учреждённого правительством Азербайджанской Демократической Республики. В 1923—1926 годах училась в Бакинском театральном техникуме (ныне — Азербайджанский государственный университет культуры и искусств). В 1922—1925 годах служила в Бакинском свободном сатир-агиттеатре, а с 1925 года и до конца своей жизни на протяжении 34 лет — в Азербайджанском драматическом театре им. М. Азизбекова.
В 1917 году вместе с сестрой сыграла в немом фильме «Аршин мал алан» режиссёра Б. Светлова. Стала первой актрисой, исполнившей женские роли в опере «Шах Аббас и Хуршуд Бану» и музыкальной комедии «Аршин мал алан» У. Гаджибекова. Для своих сценических образов находила яркую характерность, выбирала для воплощения на сцене цельные и волевые натуры, запоминаясь чётким, ясным и грамматически правильным произношением с отличительными психологическими интонациями. Обладая вокальными данными, также исполняла и оперные партии. В зрелом возрасте воплощала образы характерной бабушки, старухи с особым энтузиазмом и сердечностью в сочетании с оттенками нежности и мягкости. Как видная актриса широкого репертуара, исполнявшая драматические, трагические, комедийные и характерные роли, стала обладательницей нескольких наград. В 1927 году удостоена звания Герой Труда, а в 1949 году — Народная артистка Азербайджанской ССР.
Евгения Никитична Оленская скончалась 20 мая 1959 года в Баку.

## Роли
Азербайджанская драматургия
Ася («Аршин мал алан»), Санам («Не та, так эта» У. Гаджибекова); Хавер, Рена («Иблис»), Тамара, Хумар («Шейх Санан»), Алтынчеч («Афет»), Лена («Князь» Г. Джавида); Шамама («Волшебница Пери»), дочь Парвиз-хана («Старое поколение»), Назли-ханум и Сона-ханум («Разорённое гнездо» А. Ахвердиева; Солмаз («Невеста огня»), Яхши, Ханимназ («Алмас»), Тафта, Гюлюш («Севиль»), Гюльгаз («Октай Эль-оглы»), Гюльтекин («Айдын»), Пари («Увядшие цветы»), Таня («Яшар» Д. Джаббарлы), Сона, Тейба («Гаджи-Кара»), Шоле-ханум («Приключения везиря Ленкоранского ханства» М. Ф. Ахундова); Хурамана («Вагиф»), Махмане Бану («Фархад и Ширин» С. Вургуна); Ясаман, Гамар («Любовь и месть» С. С. Ахундова); Чимназ-ханум («Вечернее чихание в пользу» С. Ганизаде); Гюльбахар («Книга моей матери»), Зейнаб, Назли («Мертвецы» Д. Мамедкулизаде).
Мировая драматургия
Валида, Сахра («Тарик ибн Зияд» Ш. Сами); Мехридил («Чёрный барсук» Н. Кемаля); переводчик («В Турции» Н. Хикмета); тётя Джульетты («Ромео и Джульетта»), Дездемона («Отелло»), Корделия («Король Лир»), Офелия («Гамлет» У. Шекспира); жена Миллера («Коварство и любовь»), Амалия («Разбойники» Ф. Шиллера); Маргарита («Мачеха» О. Бальзака); Элиза («Хижина дяди Тома» Г. Бичер-Стоу); Аода («Вокруг света за 80 дней»), Элмина («Дети капитана Гранта» Ж. Верна); Дея («Человек, который смеётся» В. Гюго); Ортензия («Трактирщица» К. Гольдони).
Русская/советская драматургия
Мария Антоновна («Ревизор» Н. Гоголя); Архиповна («Без вины виноватые» А. Островского); Дунька («Любовь Яровая» Тренёва); Оксана («Гибель эскадры» А. Корнейчука); Маня («Чужой ребёнок» В. Шкваркина); бабушка Веры («Молодая гвардия» А. Фадеева); Эрна Курциус («Особняк в переулке» бр. Тур); Леокадия Львовна («Дочь прокурора» Ю. Яновского); Дергачёва («Персональное дело» А. Штейна).